# Paraplectana
Paraplectana là một chi nhện trong họ Araneidae.